# Taeniophallus nebularis
Taeniophallus nebularis är en ormart som beskrevs av Schargel, Rivas och Myers 2005. Taeniophallus nebularis ingår i släktet Taeniophallus och familjen snokar. Inga underarter finns listade i Catalogue of Life.
Denna orm förekommer endemisk på halvön Paria i norra Venezuela. Arten lever i bergstrakter mellan 800 och 1000 meter över havet. Habitatet utgörs av molnskogar och fuktiga buskskogar. Honor lägger antagligen ägg.
Beståndet hotas av skogarnas omvandling till jordbruksmark till exempel genom svedjebruk. På halvön finns ett naturskyddsområde. IUCN kategoriserar arten globalt som akut hotad.